# Progressione del record mondiale della maratona maschile
I record mondiali nella maratona sono riconosciuti ufficialmente dalla World Athletics solo dal 1º gennaio 2004; in precedenza si parlava invece di "miglior prestazione mondiale".
Affinché un record possa essere omologato il tracciato deve rispettare gli standard stabiliti dalla stessa World Athletics, lunghezza 42,195 m, dislivello non superiore allo 0,1%. La misurazione e l'omologazione del percorso avviene ad opera di misuratori ufficiali. Questi effettuano la misura rispettando The Measurement of Road Race Courses edito nel 2004 dalla federazione internazionale, utilizzando il calibrated bicycle method. In caso di record mondiale (e/o continentale, e/o nazionale) la misura viene ripetuta a conferma della distanza corsa che non deve essere inferiore a quella ufficiale.
Esiste anche un'altra associazione, la Association of Road Racing Statisticians (ARRS), che compila statistiche relative a corse su strada, e che mantiene una diversa progressione dei record.

## Progressione
Key
     Classificati dalla IAAF come Miglior Prestazione Mondiale
     Ratificati dalla IAAF come “World Best” (dal 1º gennaio 2003) o record mondiale (dal 1º gennaio 2004)
     Riconosciuti dalla ARRS
| Tempo     | Atleta                   | Nazione               | Luogo                       | Data              | Fonte           | Note |
| --------- | ------------------------ | --------------------- | --------------------------- | ----------------- | --------------- | --- |
| 2h55'18"4 | Johnny Hayes             | Stati Uniti           | Londra, Gran Bretagna       | 24 luglio 1908    | IAAF            | Tempo ufficiale: 2h55:18 2/5. Dorando Pietri finì la gara in 2h54:46.4, ma venne squalificato per essere stato sostenuto nel finale. Note.    |
| 2h52'45"4 | Bob Fowler               | Stati Uniti d'America | Yonkers, Stati Uniti        | 1º gennaio 1909   | IAAF            | Note. |
| 2h46'52"8 | James Clark              | Stati Uniti d'America | New York, Stati Uniti       | 12 febbraio 1909  | IAAF            | Note. |
| 2h46'04"6 | Albert Raines            | Stati Uniti d'America | New York, Stati Uniti       | 8 maggio 1909     | IAAF            | Note. |
| 2h42'31"0 | Henry Barrett            | Gran Bretagna         | Londra, Regno Unito         | 26 maggio 1909    | IAAF            | Note. |
| 2h40'34"2 | Thure Johansson          | Svezia                | Stoccolma, Svezia           | 31 agosto 1909    | IAAF            | Note. |
| 2h38'16"2 | Harry Green              | Gran Bretagna         | Londra, Regno Unito         | 12 maggio 1913    | IAAF            | Note. |
| 2h36'06"6 | Alexis Ahlgren           | Svezia                | Londra, Regno Unito         | 31 maggio 1913    | IAAF            | Articolo sul The Times annunciava il record mondiale. Note.                                                                                   |
| 2h38'00"8 | Umberto Blasi            | Italia                | Legnano, Italia             | 29 novembre 1914  | ARRS            | |
| 2h32'35"8 | Hannes Kolehmainen       | Finlandia             | Anversa, Belgio             | 22 agosto 1920    | IAAF, ARRS      | La distanza della gara era ufficialmente di 42.750 metri ma la Association of Road Racing Statisticians ha valutato la distanza in 40 km.     |
| 2h29'01"8 | Albert Michelsen         | Stati Uniti           | Port Chester, Stati Uniti   | 12 ottobre 1925   | IAAF            | Note. |
| 2h30'57"6 | Harry Payne              | Gran Bretagna         | Londra, Regno Unito         | 5 luglio 1929     | ARRS            | |
| 2h26'14"  | Sohn Kee-chung           | Giappone              | Tokyo, Giappone             | 21 marzo 1935     | ARRS            | |
| 2h27'49"0 | Fusashige Suzuki         | Giappone              | Tokyo, Giappone             | 31 marzo 1935     | IAAF            | Secondo l’Association of Road Racing Statisticians, Suzuki segnò il tempo a Tokyo durante una gara in cui finì secondo dietro Sohn Kee-chung. |
| 2h26'44"0 | Yasuo Ikenaka            | Giappone              | Tokyo, Giappone             | 3 aprile 1935     | IAAF            | Note. |
| 2h26'42"  | Sohn Kee-chung           | Giappone              | Tokyo, Giappone             | 3 novembre 1935   | IAAF            | Note. |
| 2h25'39"  | Suh Yun-bok              | Corea del Sud         | Boston, Stati Uniti         | 12 aprile 1947    | IAAF            | Disputata sulla distanza di Km. 41,1. |
| 2h20'42"2 | Jim Peters               | Gran Bretagna         | Londra, Regno Unito         | 14 giugno 1952    | IAAF, ARRS      | MarathonGuide.com riporta che la gara aveva una lunghezza inferiore alla norma. Un articolo del The Times annunciava il record mondiale.      |
| 2h18'40"4 | Jim Peters               | Gran Bretagna         | Londra, Regno Unito         | 13 giugno 1953    | IAAF, ARRS      | Un articolo del The Times annunciava il record mondiale.                                                                                      |
| 2h18'34"8 | Jim Peters               | Gran Bretagna         | Turku, Finlandia            | 4 ottobre 1953    | IAAF, ARRS      | |
| 2h17'39"4 | Jim Peters               | Gran Bretagna         | Londra, Regno Unito         | 26 giugno 1954    | IAAF            | Un articolo del The Times annunciava il record mondiale.                                                                                      |
| 2h18'04"8 | Paavo Kotila             | Finlandia             | Pieksämäki, Finlandia       | 12 agosto 1956    | ARRS            | |
| 2h15'17"0 | Sergei Popov             | Unione Sovietica      | Stoccolma, Svezia           | 24 agosto 1958    | IAAF, ARRS      | La ARRS riporta il tempo di Popov come 2h15:17.6                                                                                              |
| 2h15'16"2 | Abebe Bikila             | Etiopia               | Roma, Italia                | 10 settembre 1960 | IAAF, ARRS      | |
| 2h15:15.8 | Toru Terasawa            | Giappone              | Ōita, Giappone              | 17 febbraio 1963  | IAAF, ARRS      | |
| 2h14'28"  | Leonard Edelen           | Stati Uniti           | Londra, Regno Unito         | 15 giugno 1963    | IAAF            | Un articolo del The Times annunciava il record mondiale.                                                                                      |
| 2h14'43"  | Brian Kilby              | Gran Bretagna         | Port Talbot, Regno Unito    | 6 luglio 1963     | ARRS            | |
| 2h13'55"  | Basil Heatley            | Gran Bretagna         | Londra, Regno Unito         | 13 giugno 1964    | IAAF            | Un articolo del The Times annunciava il record mondiale.                                                                                      |
| 2h12'12"2 | Abebe Bikila             | Etiopia               | Tokyo, Giappone             | 21 ottobre 1964   | IAAF, ARRS      | |
| 2h12'00"  | Morio Shigematsu         | Giappone              | Londra, Regno Unito         | 12 giugno 1965    | IAAF            | Un articolo del The Times annunciava il record mondiale.                                                                                      |
| 2h09'36"4 | Derek Clayton            | Australia             | Fukuoka, Giappone           | 3 dicembre 1967   | IAAF, ARRS      | |
| 2h08:33.6 | Derek Clayton            | Australia             | Anversa, Belgio             | 30 maggio 1969    | IAAF            | La lunghezza della gara era circa 500 m. meno della norma.                                                                                    |
| 2h09'28"8 | Ron Hill                 | Gran Bretagna         | Edimburgo, Regno Unito      | 23 luglio 1970    | ARRS            | |
| 2h09'12"  | Ian Thompson             | Gran Bretagna         | Christchurch, Nuova Zelanda | 31 gennaio 1974   | ARRS            | |
| 2h09'05"6 | Shigeru So               | Giappone              | Ōita, Giappone              | 5 febbraio 1978   | ARRS            | |
| 2h09'01"  | Gerard Nijboer           | Paesi Bassi           | Amsterdam, Paesi Bassi      | 26 aprile 1980    | ARRS            | |
| 2h08'18"  | Robert De Castella       | Australia             | Fukuoka, Giappone           | 6 dicembre 1981   | IAAF, ARRS      | |
| 2h08'05"  | Steve Jones              | Gran Bretagna         | Chicago, Stati Uniti        | 21 ottobre 1984   | IAAF, ARRS      | |
| 2h07'12"  | Carlos Lopes             | Portogallo            | Rotterdam, Paesi Bassi      | 20 aprile 1985    | IAAF, ARRS      | |
| 2h06'50"  | Belayneh Dinsamo         | Etiopia               | Rotterdam, Paesi Bassi      | 17 aprile 1988    | IAAF, ARRS      | |
| 2h06'05"  | Ronaldo da Costa         | Brasile               | Berlino, Germania           | 20 settembre 1998 | IAAF, ARRS      | |
| 2h05'42"  | Khalid Khannouchi        | Marocco               | Chicago, Stati Uniti        | 24 ottobre 1999   | IAAF, ARRS      | |
| 2h05'38"  | Khalid Khannouchi        | Stati Uniti           | Londra, Regno Unito         | 14 aprile 2002    | IAAF, ARRS      | Primo "World's Best" riconosciuto dalla International Association of Athletics Federations. La ARRS riporta il tempo di 2h05:37.8             |
| 2h04'55"  | Paul Tergat              | Kenya                 | Berlino, Germania           | 28 settembre 2003 | IAAF, ARRS      | Primo record mondiale maschile ratificato dalla International Association of Athletics Federations.                                           |
| 2h04'26"  | Haile Gebrselassie       | Etiopia               | Berlino, Germania           | 30 settembre 2007 | IAAF, ARRS      | |
| 2h03'59"  | Haile Gebrselassie       | Etiopia               | Berlino, Germania           | 28 settembre 2008 | IAAF, ARRS      | La ARRS riporta il tempo di 2h03:58.2 |
| 2h03'38"  | Patrick Makau Musyoki    | Kenya                 | Berlino, Germania           | 25 settembre 2011 | IAAF, IAAF      | |
| 2h03'23"  | Wilson Kipsang Kiprotich | Kenya                 | Berlino, Germania           | 29 settembre 2013 | IAAF IAAF       | |
| 2h02h57   | Dennis Kimetto           | Kenya                 | Berlino, Germania           | 28 settembre 2014 | IAAF IAAF       | |
| 2h01'39"  | Eliud Kipchoge           | Kenya                 | Berlino, Germania           | 16 settembre 2018 | IAAF            | |
| 2h01'09"  | Eliud Kipchoge           | Kenya                 | Berlino, Germania           | 25 settembre 2022 | World Athletics | |
| 2h00'35"  | Kelvin Kiptum            | Kenya                 | Chicago, Stati Uniti        | 8 ottobre 2023    | World Athletics | |

Geoffrey Mutai, il 18 aprile 2011 alla Maratona di Boston, ha fatto segnare il tempo di 2 h 03 min 02 sec. Tale tempo non è però stato omologato, in quanto la suddetta maratona non rispetta i requisiti della IAAF: infatti il dislivello totale tra il punto di partenza e quello di arrivo è di 136 m (ammessi al max 42). Inoltre quel giorno spirava un forte vento alle spalle degli atleti: per la IAAF, nel caso una maratona si svolga su un percorso che preveda un traguardo differente dal punto di partenza, bisogna tener conto del vento, come accade per le gare di velocità.

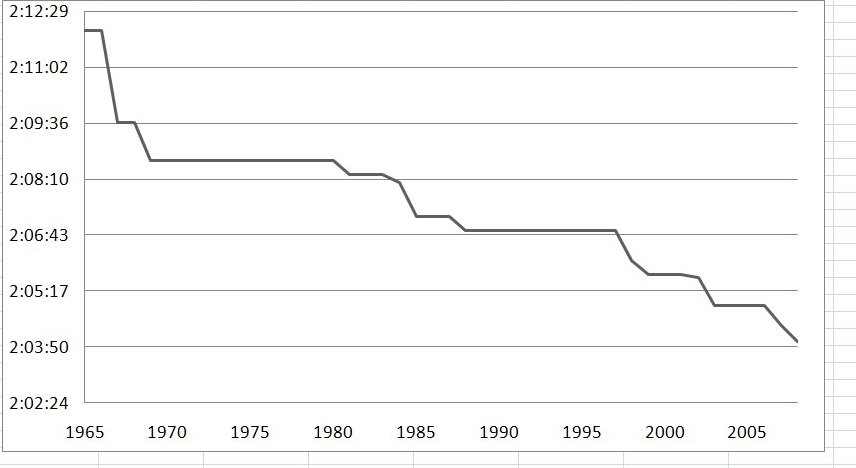
Evoluzione del record mondiali 1965-2008